# Fekete lonc
A fekete lonc (Lonicera nigra) a loncfélék családjába tartozó, hegyvidéki erdőkben elterjedt cserje. Magyarországon védett. Nevét fekete bogyóiról kapta.

## Megjelenése

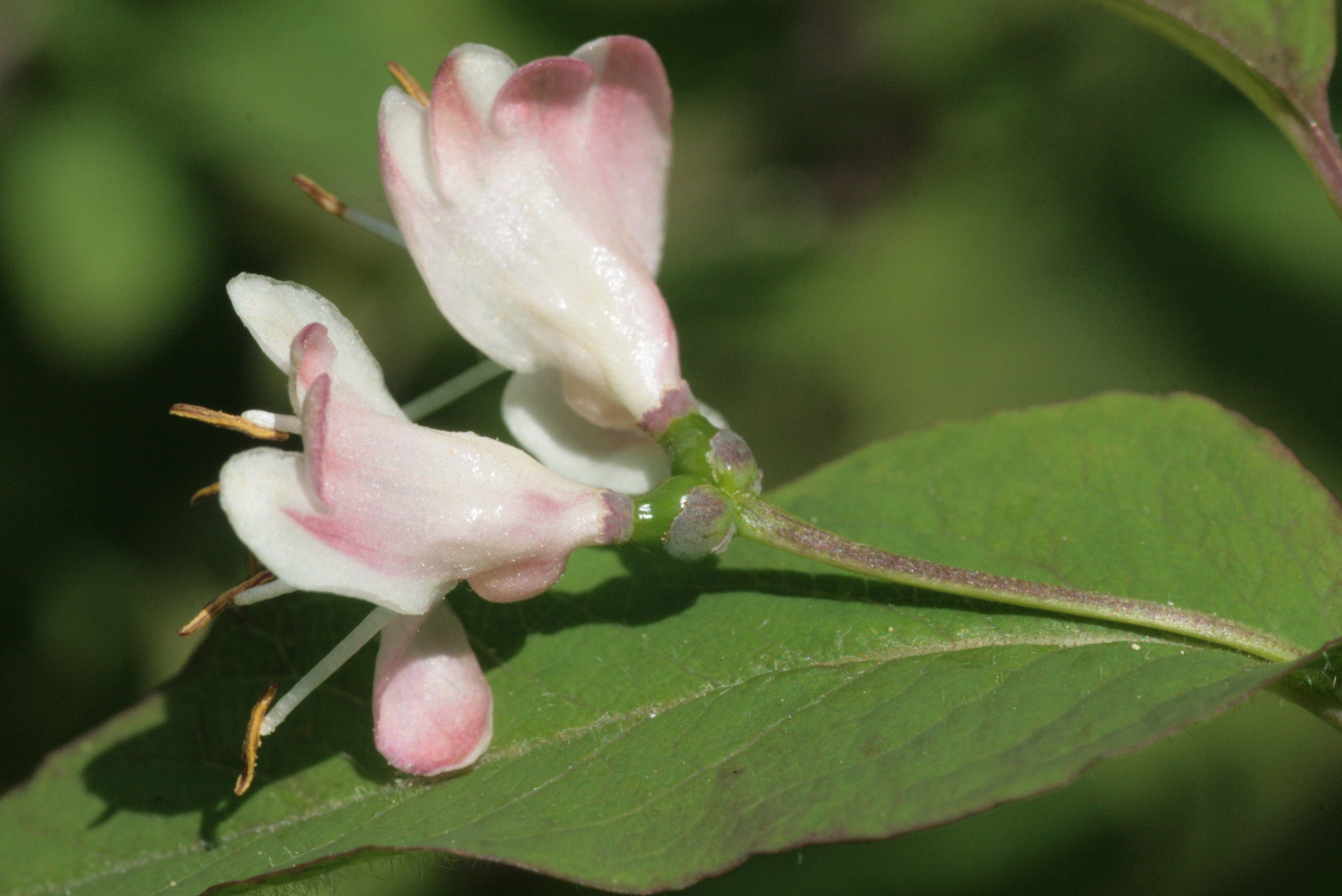
Virága

A fekete lonc 1-2 méter magas, lombhullató bokor. Ágrendszere laza, a tövén bokrosodó, hajtásai felállnak. Ágai vékonyak, fiatalon molyhos felszínűek, kissé négyszögletesek, színük sárgás- vagy vörösesbarna, később szürkés. Az idősebb ágak kérge hosszanti irányban felszakadozik. 4-7,5 cm hosszú és 2–3 cm széles levelei keresztben átellenesen állnak az ágakon, alakjuk megnyúlt oválisak vagy fordított tojásdad. Szélük ép, válluk ék alakú, csúcsuk kihegyesedő. Felszínük szőrtelen, élénkzöld; fonákjukon szürkészöld és a levélerek pelyhesek lehetnek. A levéllemez puha, vékony. Ősszel sárgászöldre színeződik.
Május-júniusban virágzik. A virágok hosszú közös száron kettesével nőnek ki a levélhónaljakból. Az apró (1–2 cm-es) virágokkal szemben a virágzat szára akár 3–4 cm-es is lehet. A zigomorf (tengelyesen szimmetrikus) virágok hímnősek, összeforrt szirmaik fehéres-rózsaszínűek. A hosszú, pártacsőből kinyúló porzók száma 5.
Termése fényes, kékesfekete, 8–10 mm-es álbogyó, amelyek szintén kettesével helyezkednek el, aljuk összenőhet. A bogyókban két 3-3,5 mm-es, lapos, ovális, barna mag található.
Kromoszómaszáma 2n=18.

## Elterjedése
Európai faj, Közép és Dél-Európában honos. Északon Csehország, keleten-délkeleten a Kárpátok és a Dinári-hegység, délen az Appenninek, délnyugaton a Pireneusok képezik elterjedési területének határait. Molekuláris genetikai módszerekkel három csoportot különítettek el a fajon belül: a pireneusi, az északi-keleti és a középső-déli variánst. Magyarországon egyetlen természetes populációja van a Zempléni-hegységben, a Hollóháza fölötti Piszkés-tetőn. Az itteni élőhely jellemzője, hogy az összetöredezett, sziklás altalajon át a mélyből hideg levegő áramlik fel és az érezhetően hűvösebb mikroklíma lehetővé teszi a szubalpin jellegű növényfajok megtelepedését. Megtalálható a soproni Sörházdombon is, de oda feltehetően a helyi botanikus kertből vadult ki.

## Életmódja
Szubmontán elterjedésű, alacsony hegyekben, dombvidékeken fordul elő. Savanyú talajú nyíresekben, fenyvesekben, bükkösökben, magashegységi cserjésekben, elsősorban erdőszéleken, árnyas völgyekben vagy vízparton nő. Árnyéktűrő és mészkerülő növény, az üde, savanyú-semleges kémhatású, humuszos erdei talajokat részesíti előnyben.
Május-júniusban, lombfakadás után virít, a virágokat rovarok (méhek, legyek) porozzák be. Július-augusztusban érik, a magok terjesztését madarak végzik. 

## Felhasználása
Termése nem ehető, sőt enyhén mérgező. Nagyobb mennyiségben fogyasztva magas lázat, hányást, hasmenést, verejtékezést, heves szívdobogást okoz.

## Természetvédelmi helyzete
A fekete lonc széles elterjedtsége és stabil populációi okán a Természetvédelmi Világszövetség Vörös listáján nem veszélyeztetett státusszal szerepel. Magyarországon alhavasi maradványfajnak számít és 1993 óta védett, természetvédelmi értéke 10 000 Ft. Egyetlen természetes állománya bekerített területen található és mintegy 20 tőből áll. Helyzetük stabilnak mondható, bár csak 2-3 nagyobb bokor virágzik rendszeresen és többnyire csak életképtelen terméskezdeményt fejlesztenek. Az élőhely különleges mikroklímája nagyban függ a környező faállomány meglététől és a Piszkés-tető oldalában külszíni kőbánya is működik.    

## Taxonómiája
A fajt Linné írta le 1753-ban a Species Plantarum 173. oldalán. A nigra fajnév latinul feketét jelent és a termés színére utal. Jelentősebb szinonimái: Lonicera carpathica, Xylosteum nigrum, Caprifolium roseum, Caprifolium nigrum, Chamaecerasus nigra, Euclydia nigra. 

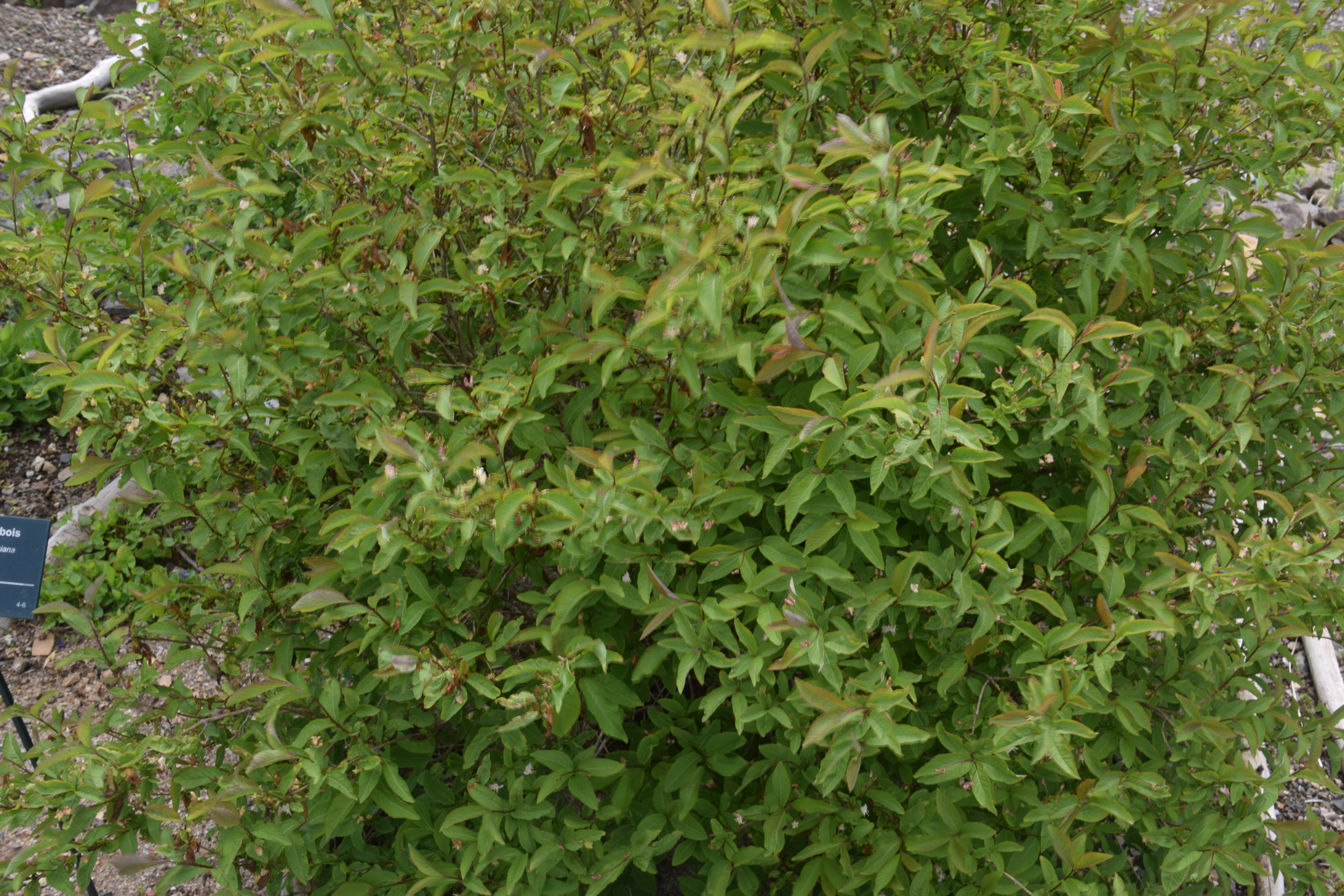
A fekete lonc habitusa
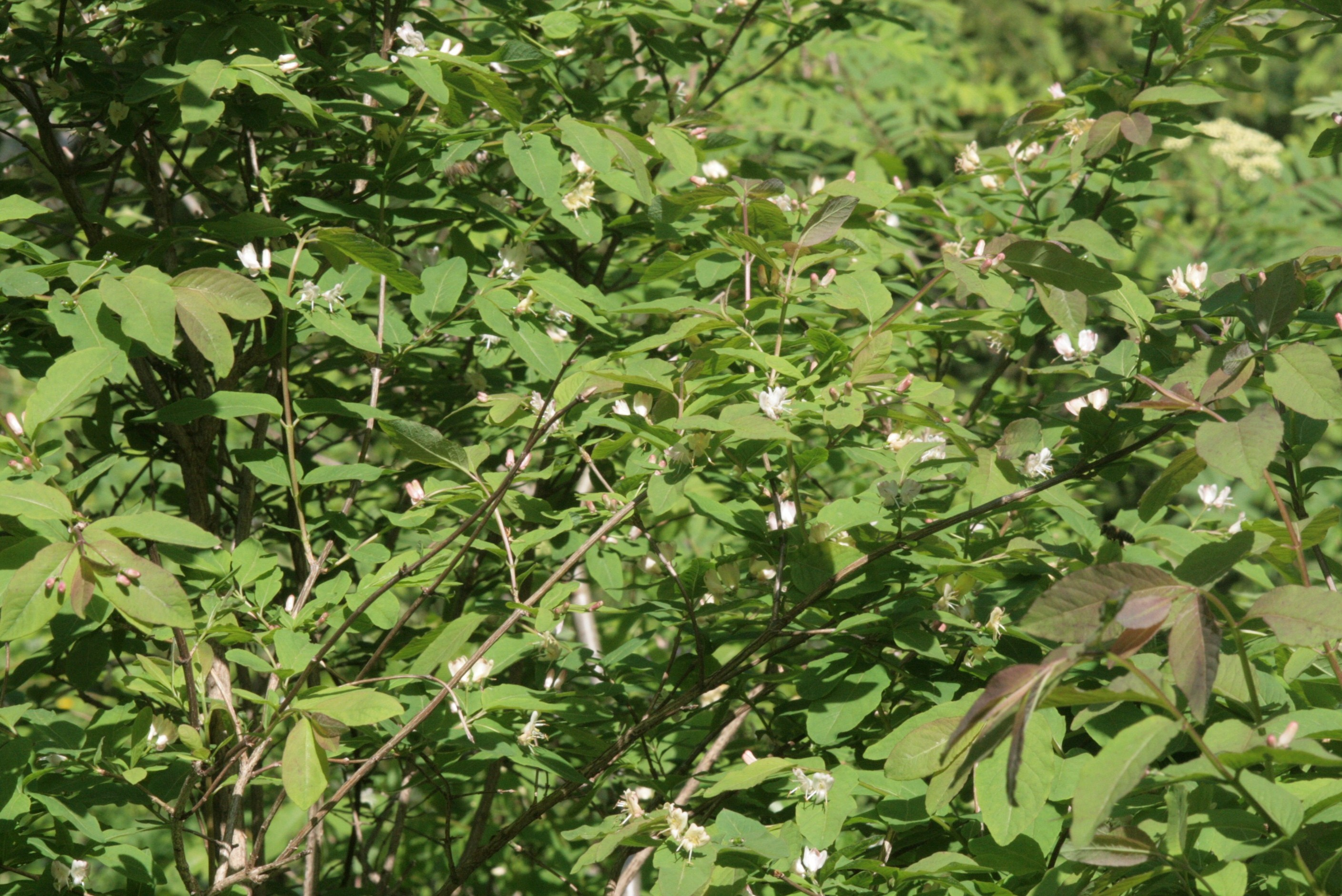
Virágzó bokor
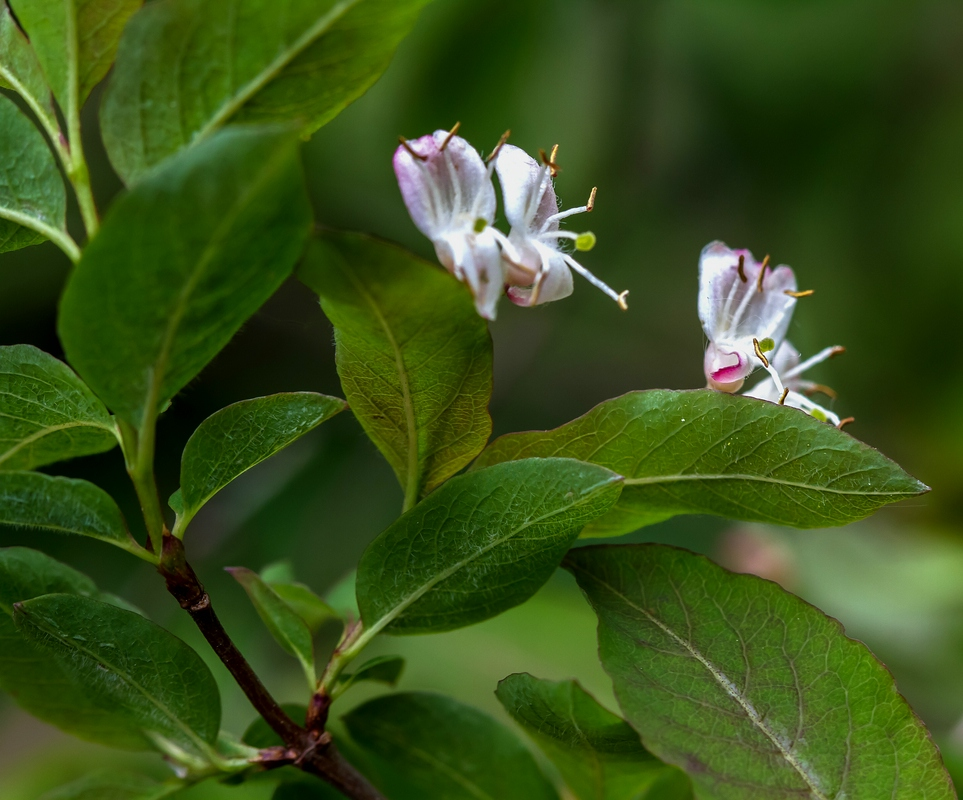
Virágai
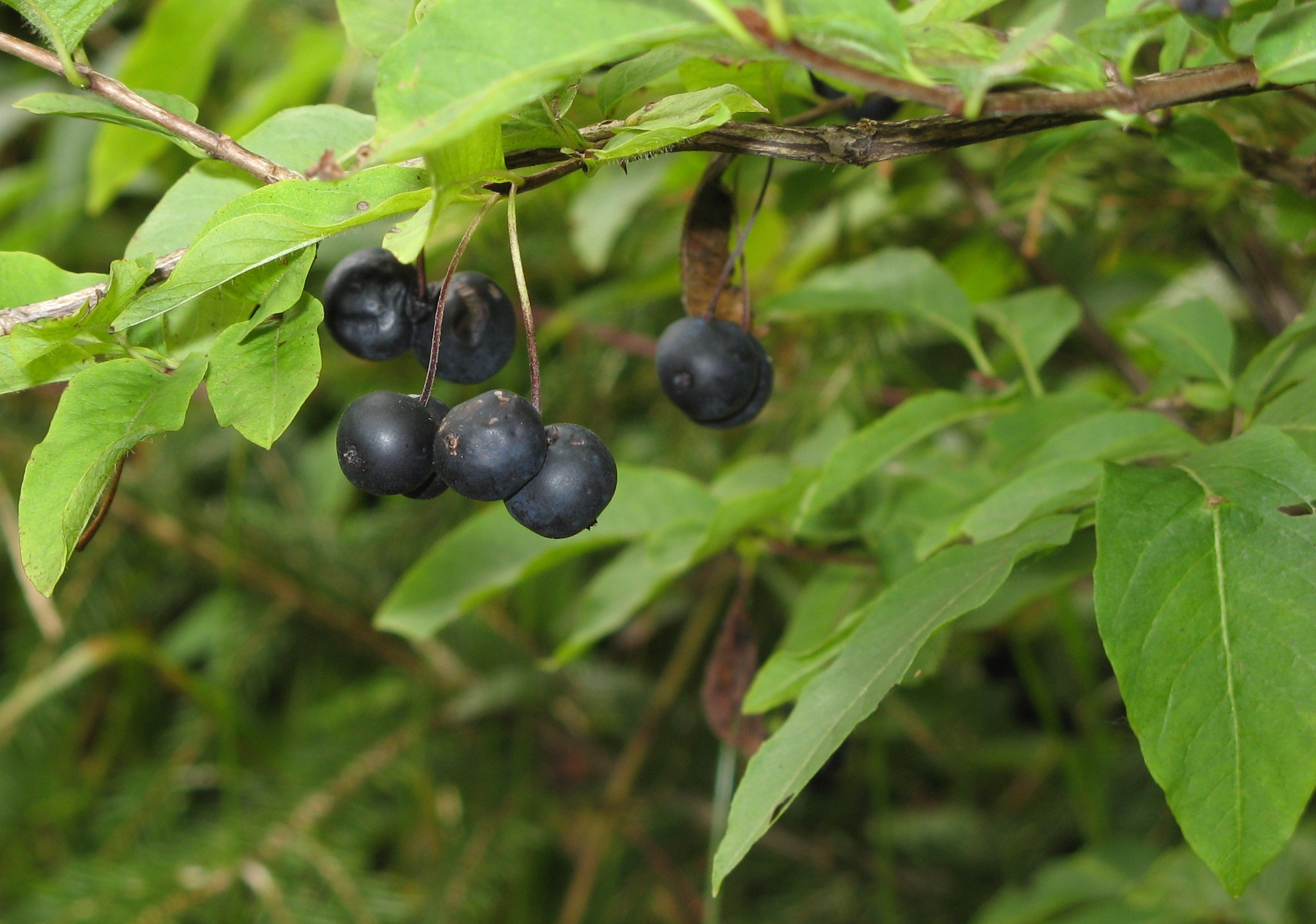
Termése
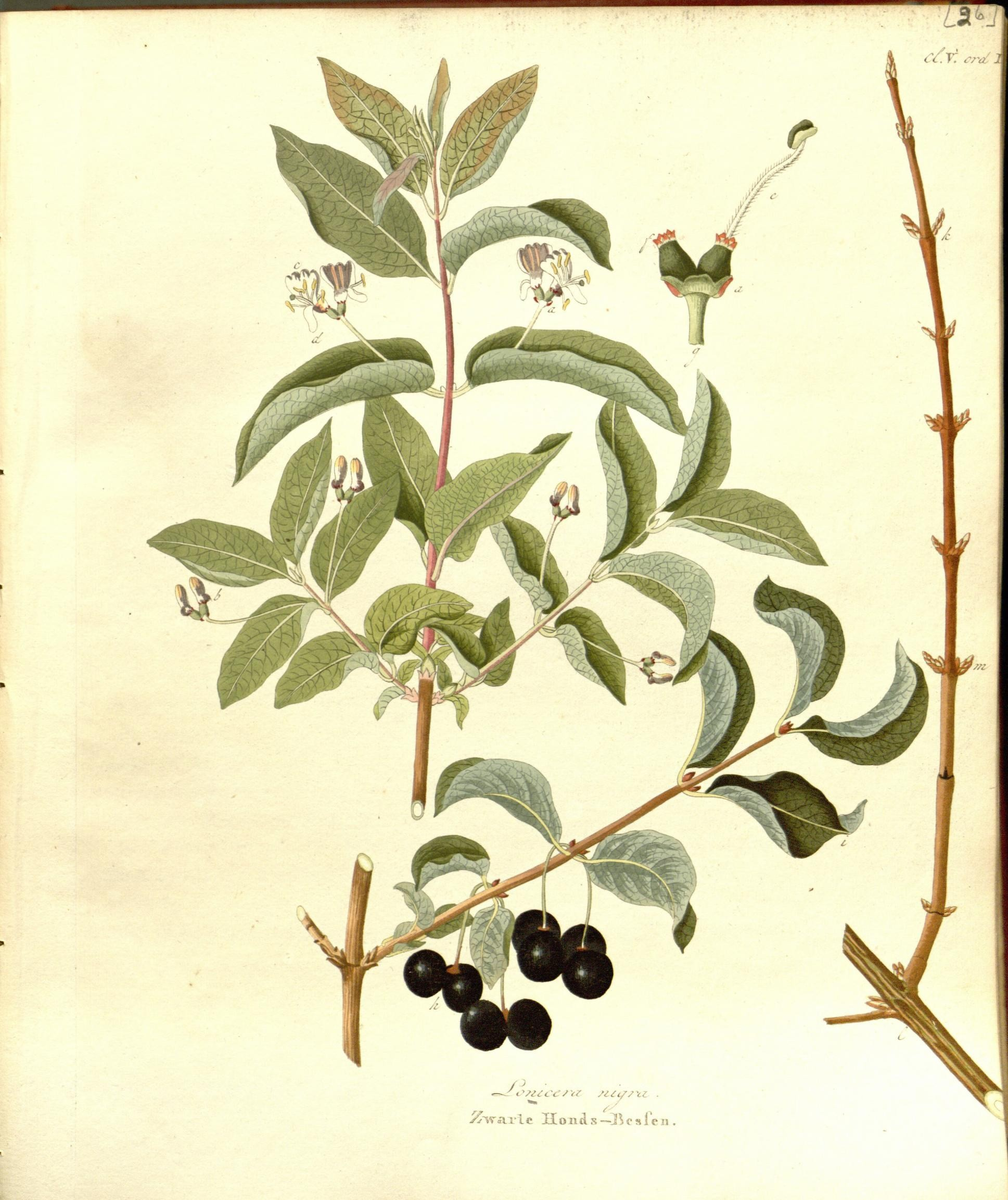
Fekete lonc egy holland botanikakönyvben (1802)